# Nottjärnbäcken
Nottjärnbäcken är en bäck i Jokkmokks kommun som tillsammans med Vuollaurebäcken bildar Bodträskån, ett biflöde till Luleälven.